# Flor de María Vega Zapata
Flor de María Vega Zapata és una advocada peruana coneguda pel seu activisme en contra de l'explotació minera i forestal il·legal. L'any 2019 va rebre el Premi Internacional Dona Coratge.

## Vida
Zapata va estudiar dret i es va graduar l'any 1984 de la Facultat de Jurisprudència i Ciències Polítiques de la Universitat Nacional Federico Villarreal.
Zapata es va convertir en la Coordinadora Nacional de la fiscalia mediambiental del Perú. Va dirigir l'equip de fiscals públics que presentaven querelles contra organitzacions criminals que emprenguessin iniciatives il·legals en mineria i extracció forestal.

## Activisme

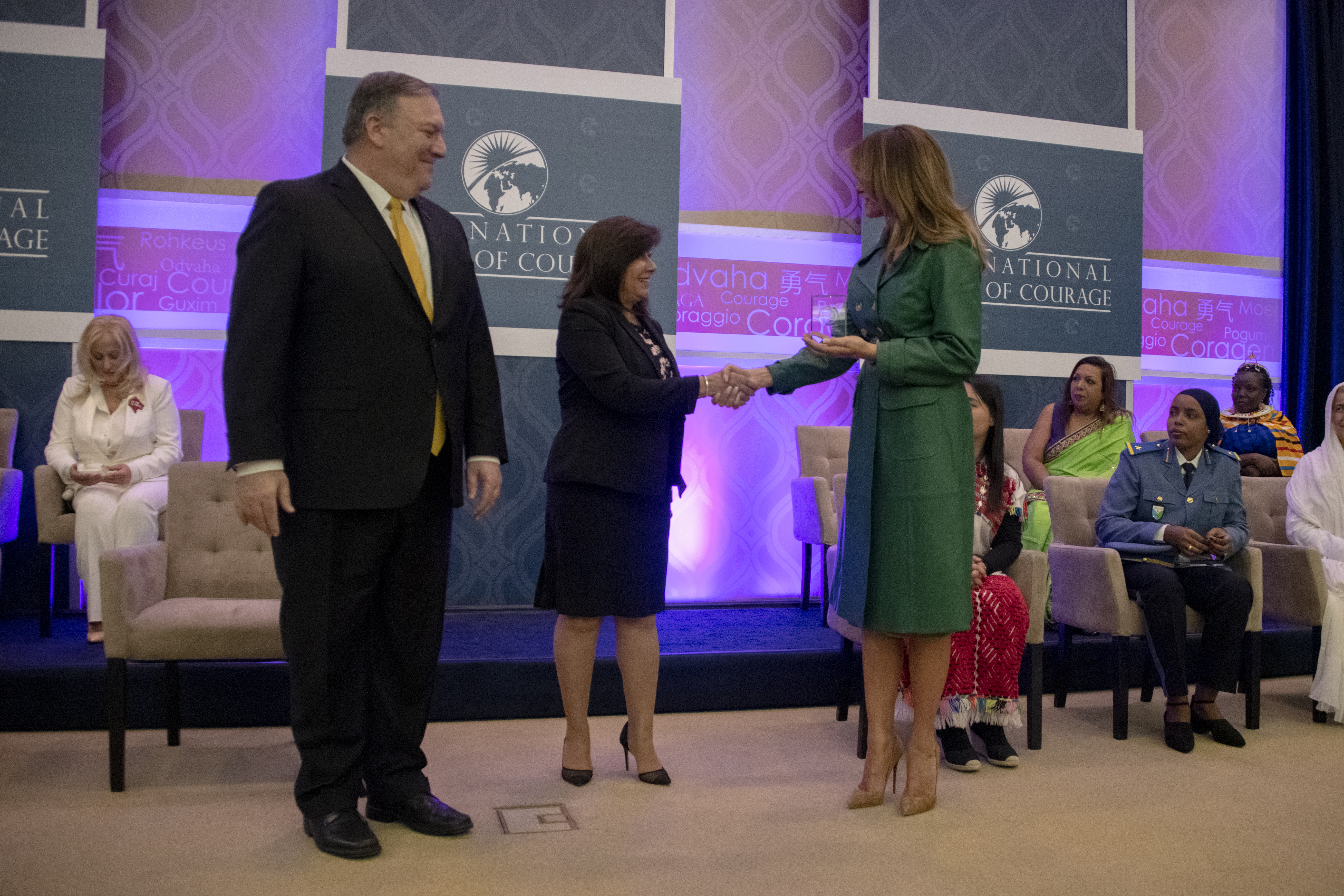
Zapata rebent el Premi Internacional Dona Coratge, 2019.

Es tracta d'una advocada que va passar a la fama d'ençà de la seva implicació en la persecussió contra la mineria i extracció forestal il·legal. L'extracció il·legal d'or pot representar un risc sanitari per la ciutadania del Perú. La mineria il·legal i l'explotació forestal es basen en organitzacions criminals que minen l'estat de dret. Zapata i el seu equip de fiscals van crear fins a 500 casos contra els miners il·legals mitjançant la interagència per al compliment mediambiental l'any 2016.
Tot i que no va ser fins al 2019 que el primer cas va acabar amb una victòria. El seu equip també ha confiscat bens i va decomissar fusta per valor de 1.6 milions de dòlars en l'embargament més gran que s'ha fet mai al país.
L'any 2019, va ser reconeguda amb el Premi Internacional Dona Coratge de la mà de Mike Pompeo i Melania Trump.